# Мангалия
Манга́лия (рум. Mangalia) — город в Румынии, на берегу Чёрного моря в жудеце Констанца. Население составляет 40,5 тыс. жителей (2007). Город-порт и морской курорт. Мангалия является древнейшим заселённым городом Румынии.
Исторические названия города: Каллатис, Пангалия, Пангликара, Томисовара (Callatis, Pangalia, Panglicara, Tomisovara)

## История
Издавна здесь жили геты. Потом пришли греки и основали колонию Каллатис в IV веке до н. э. во время правления македонского царя Аминты III. Во время переселения народов территория была заселена славянами-болгарами. С IX века известная под турецким названием Пангалия, румынском — Томисовара и греческом — Пангликара. В XX веке город на непродолжительный промежуток времени был частью Болгарии.

## География и климат
Город находится в 44 км к югу от Констанцы, на той же широте, что и французский курорт Ницца. Мангалия — один из самых южных курортов на румынском побережье Чёрного моря.
Мангалия характеризуется умеренным морским климатом (среднегодовая температура воздуха +11 °C — одна из самых высоких в Румынии, с жарким летом (средняя температура июля +21 °C) и мягкой зимой (средняя температура января +1 °C). Весна приходит рано, но она прохладная, а осень длинная и теплая. Летом, облачность уменьшается (примерно 25 солнечных дней в месяц). Годовое количество осадков невысоко (около 400 мм).

## Достопримечательности

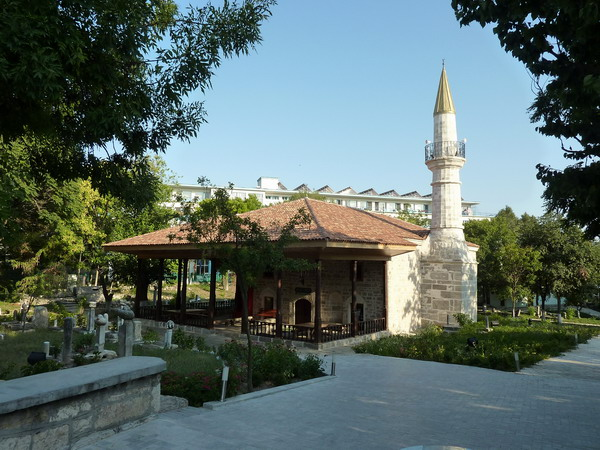
Мечеть Эсмахан Султан

- Скифская могила с греческим папирусом.
- Руины крепости Галлатиса (VI век до н. э.).
- Мечеть (XVI век).
- Археологический музей.